# Cyphochilus peninsularis
Cyphochilus peninsularis är en skalbaggsart som beskrevs av Gilbert John Arrow 1938. Cyphochilus peninsularis ingår i släktet Cyphochilus och familjen Melolonthidae. Inga underarter finns listade i Catalogue of Life.